# 계통분류학

위 그림에서 x, y축은 각각 형질 1, 2를, z축은 시간을 나타낸다. 시간에 따른 계통수(系統樹)와 현재(회색 평면)가 만나는 지점에 검은 색 점으로 각 생물종이 나타나 있다. 현재 각 점 사이의 거리, 즉 각 종 사이의 형질 유사도와 계통간 유사성은 항상 대응되는 개념은 아니다.

계통분류학(系統分類學, 영어: systematics)은 생물의 다양성에 대해 연구하는 학문이다. 과거와 현재의 생물 형태의 다양화와 시간에 따른 생물 간의 관계를 연구한다. 생물간의 관계는 계통수(系統樹)로 시각화된다. 계통수에는 두 가지 구성 요소가 있다. 분기 순서(분지도에 그래픽으로 표시되는 그룹 관계 표시)와 분기 길이(진화량 표시)가 바로 그것이다. 종의 계통수와 상위 분류군은 특성의 진화(예: 해부학적 또는 분자적 특성)와 유기체의 분포(생물지리학)를 연구하는데 사용된다. 다시 말해 계통분류학은 지구 생명의 진화 역사를 이해하는데 사용된다.

## 어원
계통분류학(systematics)이라는 단어는 고대 그리스 어원인 systema의 라틴어에서 파생되었으며, 이는 유기체의 체계적 배열을 의미한다. 칼 폰 린네는 그의 책의 제목으로 'Systema Naturae'를 사용했다.

## 같이 보기
- 학문
  - 계통학
  - 분류학
  - 분지학